# Sampradāya
Sampradāya (devanāgarī: सम्प्रदाय; s.m., lett. "conferitore [di una tradizione]") è quel termine, di genere maschile, sanscrito che nella tradizione hindū indica sia un sistema di insegnamento religioso, sia, analogamente, una tradizione di successione disciplica spirituale.
Nel suo ultimo significato, la conoscenza, il sapere spirituale viene trasmesso dal maestro (guru) al discepolo (śiṣya), che a sua volta, divenuto maestro, lo trasmette fedelmente ad un nuovo discepolo.
Si forma così una catena di maestri (guru paramparā), tra i quali il sapere viene trasmesso grazie all'ascolto (śravanam) e nella quale si è ammessi soltanto dopo aver ricevuto l'iniziazione (dīkṣā), e non per diritto di nascita (a differenza cioè delle dinastie ereditarie, gotra).